# Казанцев, Иван Георгиевич
Ива́н Гео́ргиевич Каза́нцев (20 июля [1 августа] 1899 — 23 января 1966) — советский учёный-металлург, заслуженный деятель науки и техники УССР, доктор технических наук, профессор Ждановского металлургического института (сейчас Приазовский государственный технический университет), автор более 80 научных работ.

## Биография
Иван Георгиевич Казанцев родился 20 июля (1 августа) 1899 года в деревне Комонино Орловской губернии (ныне — в Липецкой области) в крестьянской семье.
В 1913 году окончил двухклассное училище, с 1915 года работал учеником слесаря. В 1919 году призван в Красную Армию, служил мотористом в военном мостопоезде.
С 1921 года работал помощником слесаря в паровозоремонтных мастерских железнодорожной станции в Екатеринославе, одновременно учился в вечерней школе рабочей молодёжи, затем — на рабфаке., с 1923 по 1928 годы — в Екатеринославском горном институте, по окончании которого с 1928 до 1931 года работал инженером на Днепропетровском металлургическом заводе им. Петровского.
С 1929 года — ассистент кафедры металлургии стали Днепропетровского металлургического института. В 1936 году защитил диссертацию на тему «Механика газов в промышленных печах» (учёная степень кандидата технических наук присуждена квалификационной комиссией Наркомтяжпрома СССР 25 февраля 1937); с 1938 года — доцент по кафедре металлургии стали.
Во время войны работал руководителем исследовательской лаборатории Магнитогорского металлургического комбината, государственным контролёром качества броневой стали на заводах Южного Урала; затем — заместителем директора Мариупольского металлургического института по научно-учебной работе, одновременно возглавлял кафедру металлургии стали (проректор по научной и учебной работе и заведующий кафедрой металлургии стали). В 1953 году в учёном совете Института металлургии Академии наук СССР защитил диссертацию «Основные вопросы кинетики обезуглероживания металла в мартеновских печах».
Скончался после тяжёлой болезни 23 января 1966 года.
Именем И. Г. Казанцева названы кафедра металлургии чугуна и стали Приазовского государственного технического университета и улица в Мариуполе.

## Общественная деятельность
- С 1951 года был председателем городского общества по распространению политических и научных знаний (впоследствии — общество «Знание»).
- В разные периоды времени избирался депутатом областного, городского, районного советов.

## Награды
- Заслуженный деятель науки и техники УССР
- Орден Ленина
- Орден Трудового Красного Знамени
- Медаль «За доблестный труд в Великой Отечественной войне 1941-1945 гг.»